# David S. Goyer
David Samuel Goyer (sinh ngày 22 tháng 12 năm 1965) là một nhà biên kịch, đạo diễn điện ảnh, tiểu thuyết gia, nhà sản xuất và nhà viết truyện tranh người Mỹ. Những tác phẩm do ông viết kịch bản gồm có Blade trilogy, The Dark Knight Trilogy của Christopher Nolan, Dark City, Người đàn ông thép và phần tiếp nối là Batman đại chiến Superman: Ánh sáng công lý. Ông cũng từng đạo diễn bốn phim điện ảnh là Zig Zag, Blade: Trinity, The Invisible và The Unborn. Goyer còn là tác giả của hai video game là Call of Duty: Black Ops và Call of Duty: Black Ops II. Ông đã giành giải Sao Thổ cho kịch bản xuất sắc nhất cho Batman Begins và nhận một đề cử khác cho Dark City, bên cạnh bốn đề cử giải Hugo.

## Danh sách phim

### Điện ảnh
| Năm                               | Tác phẩm                                    | Đạo diễn | Nhà sản xuất      | Biên kịch  |
| --------------------------------- | ------------------------------------------- | -------- | ----------------- | ---------- |
| 1990                              | Death Warrant                               | Không    | Không             | Có         |
| 1991                              | Kickboxer 2                                 | Không    | Associate         | Có         |
| 1992                              | Demonic Toys                                | Không    | Không             | Có         |
| 1992                              | Pet Sematary Two (không ghi nhận)           | Không    | Không             | Có         |
| 1993                              | Arcade                                      | Không    | Không             | Có         |
| 1994                              | The Puppet Masters                          | Không    | Không             | Có         |
| 1996                              | The Crow: City of Angels                    | Không    | Không             | Có         |
| 1998                              | Dark City                                   | Không    | Không             | Có         |
| 1998                              | Blade                                       | Không    | Không             | Có         |
| 2000                              | Mission to Mars                             | Không    | Đồng sản xuất     | Không      |
| 2002                              | Zig Zag                                     | Có       | Không             | Có         |
| 2002                              | Blade II                                    | Không    | Giám đốc sản xuất | Có         |
| 2003                              |                                             |          |                   |            |
| Freddy vs. Jason (không ghi nhận) | Không                                       | Không    | Có                |            |
| 2004                              | Blade: Trinity                              | Có       | Có                | Có         |
| 2005                              | Batman Begins                               | Không    | Không             | Có         |
| 2007                              | The Invisible                               | Có       | Không             | Không      |
| 2007                              | Ma tốc độ                                   | Không    | Giám đốc sản xuất | Không      |
| 2008                              | Những kẻ thống trị                          | Không    | Không             | Có         |
| 2008                              | Kỵ sĩ bóng đêm                              | Không    | Không             | Cốt truyện |
| 2009                              | The Unborn                                  | Có       | Không             | Có         |
| 2011                              | Ma tốc độ: Linh hồn báo thù                 | Không    | Giám đốc sản xuất | Có         |
| 2012                              | Kỵ sĩ bóng đêm trỗi dậy                     | Không    | Không             | Story      |
| 2013                              | Người đàn ông thép                          | Không    | Không             | Có         |
| 2016                              | The Forest                                  | Không    | Có                | Không      |
| 2016                              | Batman đại chiến Superman: Ánh sáng công lý | Không    | Giám đốc sản xuất | Có         |
| 2016                              | The Birth of a Nation                       | Không    | Giám đốc sản xuất | Không      |
| 2018                              | Assassination Nation                        | Không    | Có                | Không      |
| 2019                              | Masters of the Universe                     | Không    | Có                | Có         |

## Phương tiện khác

### Video game
Tác giả:
- Call of Duty: Black Ops (2010)
- Call of Duty: Black Ops II (2012)
- Star Wars: Secrets of the Empire (2018)

### Tiểu thuyết
- Heaven's Shadow (2011)
- Heaven's War (2012)
- Heaven's Fall (2013)